# Mesmont (Ardennes)
Mesmont ist eine französische Gemeinde mit 91 Einwohnern (Stand: 1. Januar 2022) im Département Ardennes in der Region Grand Est (vor 2016 Champagne-Ardenne). Sie gehört zum Arrondissement Rethel, zum Kanton Signy-l’Abbaye sowie zum Gemeindeverband Crêtes Préardennaises.

## Geographie
Die Gemeinde Mesmont liegt 13 Kilometer nördlich von Rethel. Umgeben wird Mesmont von den Nachbargemeinden Grandchamp im Norden, Wagnon im Nordosten, Novion-Porcien im Südosten, Sery im Südwesten sowie Wasigny im Nordwesten.

## Bevölkerungsentwicklung
| Jahr                       | 1962 | 1968 | 1975 | 1982 | 1990 | 1999 | 2006 | 2011 | 2019 |
| Einwohner                  | 132  | 117  | 91   | 88   | 89   | 101  | 96   | 105  | 90   |
| Quellen: Cassini und INSEE |      |      |      |      |      |      |      |      |      |

## Sehenswürdigkeiten
- Kirche Saint-Martin, erbaut im 12. Jahrhundert
- Château de Mesmont, Monument historique seit 1994[1]

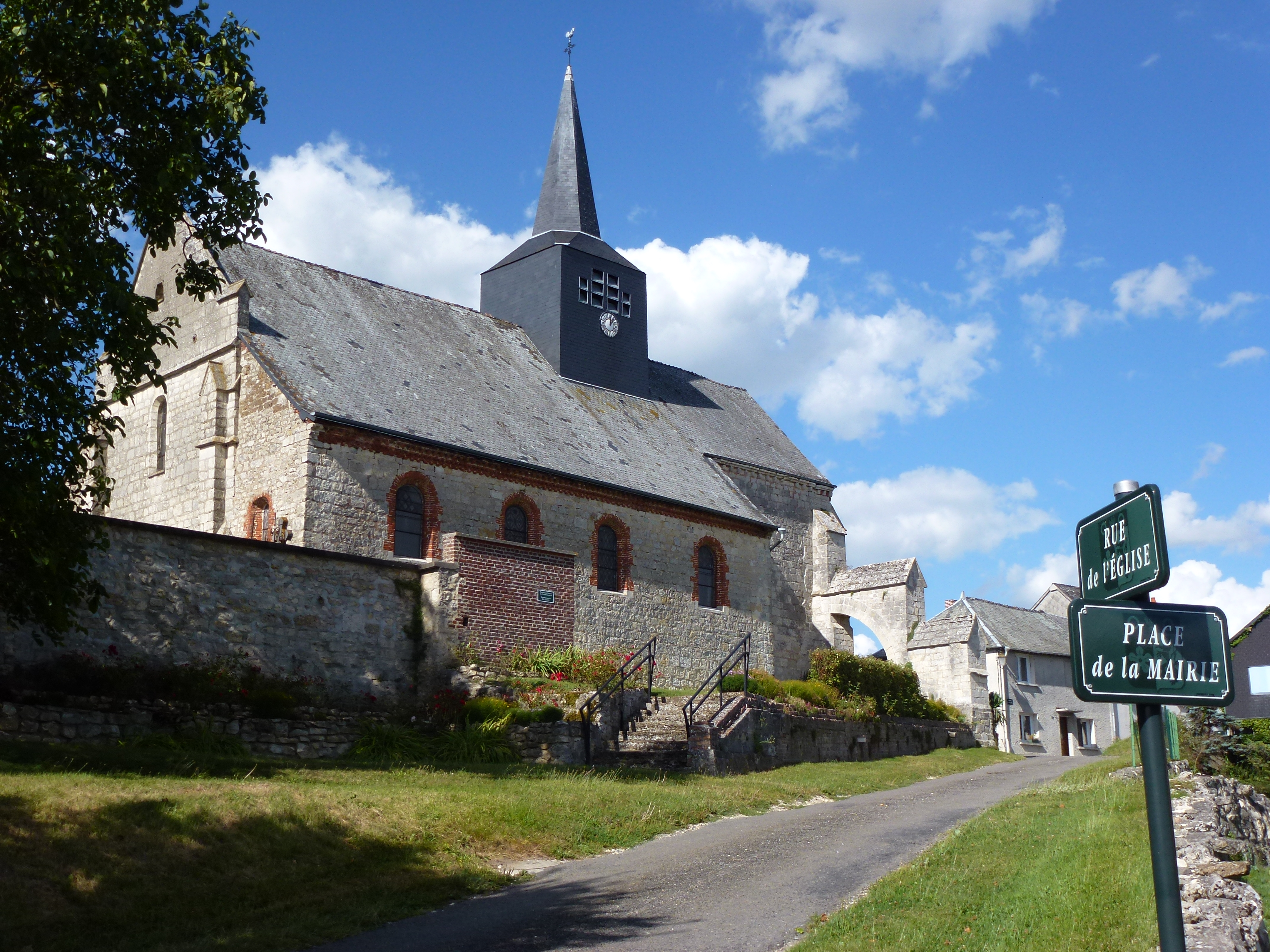
Kirche Saint-Martin
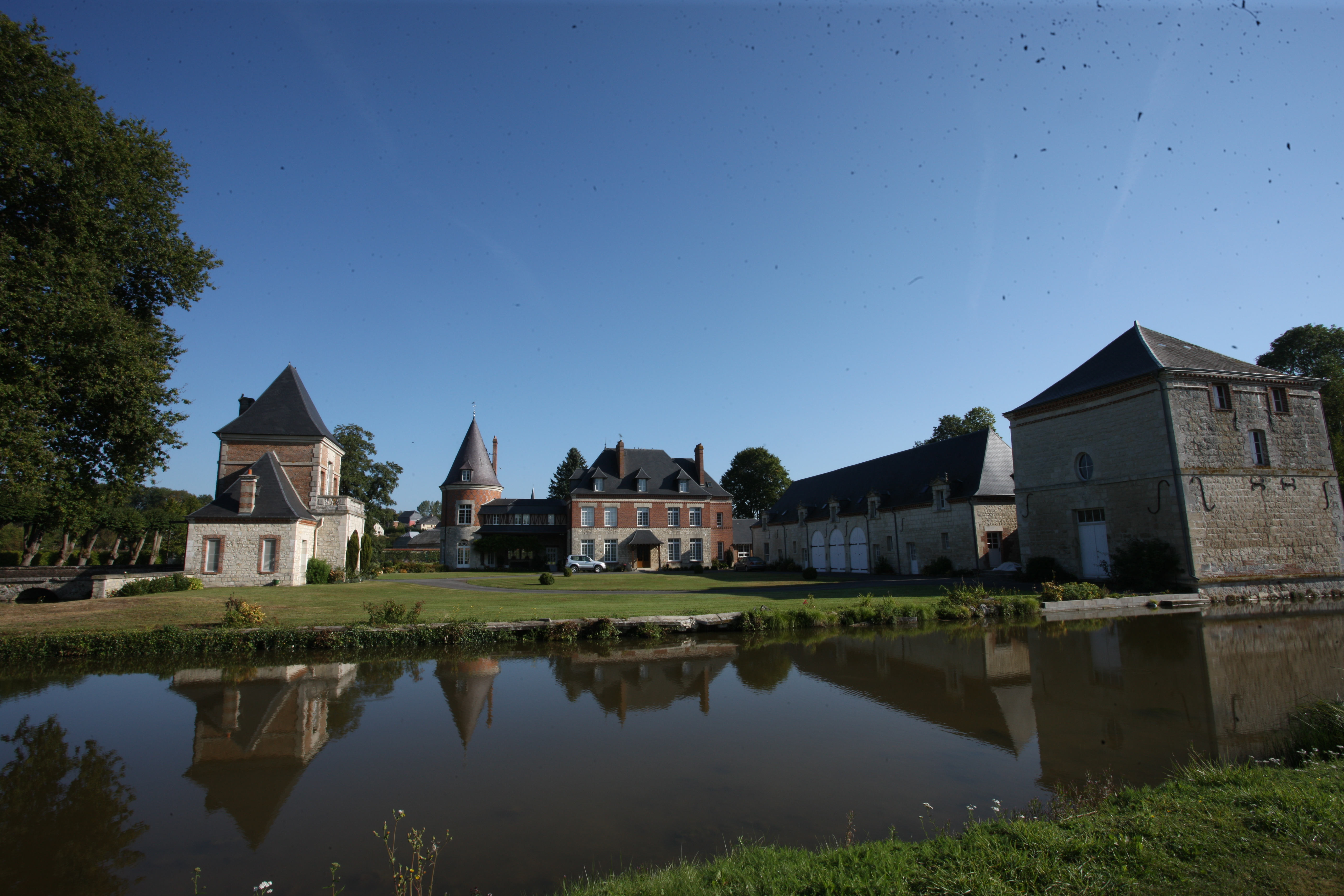
Château de Mesmont

## Persönlichkeiten
- Germain-Hyacinthe de Romance (1745–1831), Offizier, Publizist und Schriftsteller